# قطعنامه ۶۶۵ شورای امنیت
قطعنامه ۶۶۵ شورای امنیت سازمان ملل متحد که در تاریخ ۲۵ اوت ۱۹۹۰ تصویب شد، سندی بین‌المللی دربارهٔ عراق-کویت است. این قطعنامه طی نشست ۲۹۳۸ام با ۱۳ رای موافق، ۰ مخالف و ۲ ممتنع تصویب شد.